# Dysdera sefrensis
Dysdera sefrensis este o specie de păianjeni din genul Dysdera, familia Dysderidae, descrisă de Simon, 1910.
Este endemică în Morocco. Conform Catalogue of Life specia Dysdera sefrensis nu are subspecii cunoscute.